# 陣名まい
陣名 まい（じんな まい、11月14日 - ）は、日本の漫画家。東京都出身。血液型はB型。武蔵野美術大学出身。（本人ブログより）

## 来歴
1997年、『ちゃおDX』夏の号に発表した「恋のホーカス・ポーカス」でデビュー。デビュー作から3作目の「清き一票お願いします!!」で『ちゃお』に初登場。同作品は陣名の初連載作となった。その後、「魔法少女隊アルス」のコミカライズ版を最後に『ChuChu』に移籍した。
2009年、小学館とセガ（後のセガ・インタラクティブ）との共同タイアップ企画、トレーディングカードアーケードゲーム機『リルぷりっ』のキャラクターデザインを担当。稼働に先駆けて同名の漫画を『小学一年生』『ぷっちぐみ』で連載。ぷっちぐみでは、4月号から「ぷりりっ!リルぷりっ」として連載された。アニメ化以降は前述の2誌に加え『ちゃお』でも連載している。
『ChuChu』休刊に伴い『Cheese!』への移籍が発表されたが、現在に至るまで『Cheese!』上での作品発表は行われていない。
なお、雑誌の版元はいずれも小学館である。

## 作品リスト

### 連載作品
- 清き一票お願いします!!
- 星まで5分!
- 今日も王子はご機嫌ナナメ!
- めーどいん☆みかる（全2巻）
- あいら武勇伝!
- バーガータイムはいつも熱々
- ふらいんぐ♥人魚姫
- 魔法少女隊アルス
- 君のオーダー★メイド
- 好きって言わなきゃグレちゃうぞ★
- 陣名っちの行ったもん勝ちっ!!
- ガリメガ!
- 乙女道
- リルぷりっ

### 読み切り作品
- 恋のホーカス・ポーカス（デビュー作）
- 恋のB級アクション
- うしみつどきを賭け抜けろ!
- 恋する魔法陣
- 恋する狂想曲
- 今日の王子はちょーご機嫌!
- カリスマ御一行★温泉でドッキリ
- コムスメ★コスメ
- ホーム・トライアングル
- お嬢様の犬
- カラーズ!
- 愛・ぷちっと
- いきなりプリンセス
- クリスマスを君に
- プリンスとよばないで
- 恋するTATTOO
- 南月こんぷれっくす
- ゆけ!巫女さんタ★
- 今日の王女はプチブル→
- 石橋くんと叩いて渡れ!

### 小説挿絵
- バリキュン!!史上空前のアイドル計画!?（著：土屋理敬・蜜家ビィ）